# Lachelle
Lachelle és un municipi francès, situat al departament de l'Oise i a la regió dels Alts de França. L'any 2007 tenia 598 habitants.

## Demografia

### Població
El 2007 la població de fet de Lachelle era de 598 persones. Hi havia 209 famílies de les quals 24 eren unipersonals (16 homes vivint sols i 8 dones vivint soles), 70 parelles sense fills, 107 parelles amb fills i 8 famílies monoparentals amb fills.
La població ha evolucionat segons el següent gràfic:
Habitants censats

### Habitatges
El 2007 hi havia 220 habitatges, 209 eren l'habitatge principal de la família, 5 eren segones residències i 5 estaven desocupats. 216 eren cases i 3 eren apartaments. Dels 209 habitatges principals, 189 estaven ocupats pels seus propietaris, 20 estaven llogats i ocupats pels llogaters i 1 estava cedit a títol gratuït; 13 tenien dues cambres, 10 en tenien tres, 30 en tenien quatre i 156 en tenien cinc o més. 175 habitatges disposaven pel capbaix d'una plaça de pàrquing. A 63 habitatges hi havia un automòbil i a 140 n'hi havia dos o més.

### Piràmide de població
La piràmide de població per edats i sexe el 2009 era:
| Homes | Edats   | Dones |
| ----- | ------- | ----- |
| 0     | 95 o +  | 0     |
| 0     | 90 a 94 | 0     |
| 0     | 85 a 89 | 0     |
| 0     | 80 a 84 | 4     |
| 8     | 75 a 79 | 8     |
| 12    | 70 a 74 | 8     |
| 4     | 65 a 69 | 4     |
| 8     | 60 a 64 | 12    |
| 16    | 55 a 59 | 8     |
| 16    | 50 a 54 | 12    |
| 12    | 45 a 49 | 24    |
| 28    | 40 a 44 | 44    |
| 48    | 35 a 39 | 24    |
| 20    | 30 a 34 | 24    |
| 12    | 25 a 29 | 8     |
| 20    | 20 a 24 | 12    |
| 36    | 15 a 19 | 20    |
| 16    | 10 a 14 | 12    |
| 28    | 5 a 9   | 32    |
| 12    | 0 a 4   | 16    |

## Economia
El 2007 la població en edat de treballar era de 420 persones, 328 eren actives i 92 eren inactives. De les 328 persones actives 307 estaven ocupades (167 homes i 140 dones) i 20 estaven aturades (9 homes i 11 dones). De les 92 persones inactives 25 estaven jubilades, 38 estaven estudiant i 29 estaven classificades com a «altres inactius».

### Ingressos
El 2009 a Lachelle hi havia 222 unitats fiscals que integraven 642 persones, la mediana anual d'ingressos fiscals per persona era de 24.634,5 €.

### Activitats econòmiques
Dels 18 establiments que hi havia el 2007, 2 eren d'empreses alimentàries, 4 d'empreses de fabricació d'altres productes industrials, 4 d'empreses de construcció, 3 d'empreses de comerç i reparació d'automòbils, 1 d'una empresa de transport, 1 d'una empresa immobiliària, 2 d'empreses de serveis i 1 d'una entitat de l'administració pública.
Dels 8 establiments de servei als particulars que hi havia el 2009, 3 eren tallers de reparació d'automòbils i de material agrícola, 1 guixaire pintor, 1 fusteria, 1 lampisteria, 1 electricista i 1 agència immobiliària.
Dels 2 establiments comercials que hi havia el 2009, 1 era una botiga de menys de 120 m² i 1 una botiga de mobles.
L'any 2000 a Lachelle hi havia 11 explotacions agrícoles que ocupaven un total de 904 hectàrees.

## Equipaments sanitaris i escolars
El 2009 hi havia una escola elemental.

## Poblacions més properes
El següent diagrama mostra les poblacions més properes.